# Gnophomyia magica
Gnophomyia magica är en tvåvingeart som beskrevs av Alexander 1945. Gnophomyia magica ingår i släktet Gnophomyia och familjen småharkrankar. Inga underarter finns listade i Catalogue of Life.